# Bocula diffisa
Bocula diffisa är en fjärilsart som beskrevs av Swinhoe 1890. Bocula diffisa ingår i släktet Bocula och familjen nattflyn. Inga underarter finns listade i Catalogue of Life.